# Chiesa dello Spirito Santo (Venezia)
La chiesa dello Spirito Santo è un edificio religioso della città di Venezia, situato nel sestiere di Dorsoduro.

## Storia
Sull'area della chiesa attuale venne fondato nel 1483 il monastero delle monache agostiniane dello Spirito Santo, con annessa una chiesa interna non prospiciente il canale della Giudecca.
Il monastero fin dall'inizio si distinse per scandali legate alla condotta delle monache, documentati sia da atti processuali che da Giuseppe Tassini in Curiosità veneziane.
Nei primi decenni del 1500, quando venne sistemata la fondamenta delle Zattere sul canale della Giudecca, anche il monastero venne ristrutturato in modo radicale: la vecchia chiesa venne distrutta per far posto al chiostro e nel 1506 iniziò la costruzione dell'edificio attuale, con la facciata rivolta al canale. In contemporanea, a lato della chiesa e separata da essa dalla calle del Monastero, venne costruito anche l'edificio della Scuola dello Spirito Santo, sempre con facciata sul canale.
La chiesa è succursale della chiesa dei Gesuati, della cui parrocchia fa parte. Viene utilizzata molto raramente per cerimonie quali commemorazioni di defunti o matrimoni, su richiesta della famiglia.

## Descrizione
La facciata presenta una struttura poco proporzionata: il portale e le due finestre laterali a timpano poste al pian terreno denotano un progetto iniziale apparentemente di ampio respiro, mentre il secondo ordine di finestroni e la struttura del tetto hanno proporzioni decisamente ridotte e risultano assai meno curati nelle rifiniture, dando così l'impressione di un progetto realizzato in due tempi o terminato frettolosamente o con forzato anticipo rispetto al previsto.
La struttura interna, molto spoglia, è a navata unica e gli altari, risalenti al XVII secolo, sono addossati alle pareti. L'altar maggiore è decorato ai lati da una coppia di colonne tortili, sullo schema tipico del barocco. Completano l'architettura interna alcuni dipinti barocchi.
La parte interna della facciata è occupata quasi per intero dal monumento funerario della famiglia Paruta, di cui un esponente, un Paolo, di professione storico, è sepolto all'interno della chiesa.